# Phish
Phish — американская рок-группа, примечательная своими джем-сейшнами, импровизациями и постмодернистским смешением жанров.
Была образована в 1983 году в университете Вермонта, четыре участника выступали вместе 21 год, пока не распались в августе 2004 года на 5 лет. Названа по кличке барабанщика Джона Фишмана — «Фиш». Группа воссоединилась в 2009 году и отыграла три концерта в городе Хэмптон, штат Виргиния. Музыка группы содержит в себе элементы широкого спектра жанров, и каждый их концерт был оригинальным в плане исполнения песен, порядка их появления и способа, которым они исполнялись. Хотя группа получала мало эфирного времени на радио или MTV, Phish собрали много преданных последователей из уст в уста, через Phish.net Архивная копия от 6 марта 2022 на Wayback Machine (изначально список рассылки, потом новостная группа Usenet, теперь веб-сайт) и обмен живыми записями. 
Фанатов группы часто сравнивают с фанатским движением The Grateful Dead. Существует несколько фанатских организаций, записывается огромное количество бутлегов, многие поклонники сопровождают группу в их многочисленных концертных турах.

## История

### Начало (1983—1992)
Phish была образована в университете Вермонта в 1983 году гитаристами Треем Анастасио (Trey Anastasio) и Джефом Холдсуортом (Jeff Holdsworth), бас-гитаристом Майком Гордоном (Mike Gordon) и ударником Джоном Фишманом (Jon Fishman).

## Дискография
Студийные альбомы
- 1989 — Junta
- 1990 — Lawn Boy
- 1992 — A Picture of Nectar
- 1993 — Rift
- 1994 — Hoist
- 1995 — A Live One
- 1996 — Billy Breathes
- 1997 — Slip Stitch and Pass
- 1998 — Phish
- 1998 — The Story of the Ghost
- 2000 — Farmhouse
- 2000 — The Siket Disc
- 2002 — Round Room
- 2004 — Undermind
- 2005 — New Year's Eve 1995
- 2007 — Vegas 96
- 2009 — Joy
- 2014 — Fuego
- 2016 — Big Boat
- 2020 — Sigma Oasis

 Мини-альбомы 
Сборники
- 1996 — Stash
- 2006 — Colorado '88
- 2012 — Chicago '94

Концертные альбомы
 Концертные DVD 